# Euploea core
Euploea core е вид пеперуда от семейство Многоцветници (Nymphalidae). Видът не е застрашен от изчезване.

## Разпространение и местообитание
Разпространен е в Бангладеш, Виетнам, Индия, Индонезия (Малки Зондски острови, Сулавеси, Суматра и Ява), Камбоджа, Китай, Лаос, Малайзия (Западна Малайзия), Мианмар, Сингапур, Тайланд и Шри Ланка.
Обитава градски и гористи местности, савани и плантации.